# Mason Appleton
Mason Appleton (* 15. Januar 1996 in Green Bay, Wisconsin) ist ein US-amerikanischer Eishockeyspieler, der seit Juli 2025 bei den Detroit Red Wings aus der National Hockey League (NHL) unter Vertrag steht und dort auf der Position des Centers spielt. Zuvor war Appleton bereits zweimal für die Winnipeg Jets sowie die Seattle Kraken in der NHL aktiv.

## Karriere
Mason Appleton wurde in Green Bay geboren und besuchte dort in seiner Jugend die Ashwaubenon High School sowie die Notre Dame Academy, für deren Eishockeyteams er in regionalen High-School-Ligen auflief. Zur Saison 2014/15 wechselte der Angreifer zu den Tri-City Storm in die United States Hockey League (USHL), die ranghöchste Juniorenliga der Vereinigten Staaten. Im Trikot der Storm verzeichnete er 40 Scorerpunkte in 54 Spielen, sodass er im anschließenden NHL Entry Draft 2015 an 168. Position von den Winnipeg Jets berücksichtigt wurde. In der Folge schrieb sich der US-Amerikaner an der Michigan State University ein, für deren Spartans er fortan in der Big Ten Conference antrat, einer Liga der National Collegiate Athletic Association. Auch auf College-Niveau etablierte er sich als regelmäßiger Scorer, sodass ihn die Jets im Juli 2017 mit einem Einstiegsvertrag ausstatteten.
Mit Beginn der Spielzeit 2017/18 wurde Appleton beim Farmteam der Jets, den Manitoba Moose, in der American Hockey League (AHL) eingesetzt. Dort spielte er eine herausragende erste Profisaison, so wurde er mit 22 Toren und 44 Vorlagen zum viertbesten Scorer der gesamten AHL, sodass man ihn als rechten Flügelstürmer ins AHL First All-Star Team berief. Darüber hinaus zeichnete man ihn mit dem Dudley „Red“ Garrett Memorial Award als besten Rookie der Liga aus und wählte ihn ins AHL All-Rookie Team. Nachdem er auch die Saison 2018/19 bei den Moose begonnen hatte, beriefen ihn die Jets im November 2018 erstmals in ihr Aufgebot, sodass er wenig später in der National Hockey League (NHL) debütierte. Mit der Zeit etablierte sich der US-Amerikaner im NHL-Kader Winnipegs, ehe er im NHL Expansion Draft 2021 von den Seattle Kraken ausgewählt wurde. Im März 2022 tauschten ihn die Kraken gegen ein Viertrunden-Wahlrecht im NHL Entry Draft 2023 zu den Jets zurück.
Appleton verbrachte nach dem Transfer weitere drei Jahre in der Organisation der Winnipeg Jets und absolvierte in der Saison 2023/24 mit 36 Scorerpunkten seine bis dato beste Spielzeit. Im Juli 2025 wechselte der Stürmer als Free Agent zu den Detroit Red Wings.

## Erfolge und Auszeichnungen
- 2018 Teilnahme am AHL All-Star Classic
- 2018 AHL First All-Star Team
- 2018 Dudley „Red“ Garrett Memorial Award
- 2018 AHL All-Rookie Team

## Karrierestatistik
Stand: Ende der Saison 2024/25